# Pesaje en movimiento
El sistema de pesaje en movimiento o pesaje dinámico, del inglés Weigh In Motion (WIM), es un conjunto de dispositivos diseñados para medir y registrar pesos por eje y pesos por vehículo completo. A diferencia de las balanzas estáticas los sistemas de pesaje dinámico son capaces de medir sin necesidad de interrumpir el flujo de tránsito y no requieren que el vehículo se detenga por completo. Existen países que realizan multas mediante este tipo de sistemas a los vehículos excedidos de peso de manera muy eficiente.

## Usos en carreteras
El conocimiento del peso total o peso por eje de un vehículo tiene múltiples usos, entre ellos cabe mencionar:
- Diseño y monitoreo de rutas, caminos y puentes.
- Investigación y desarrollo de nuevos materiales y técnicas de construcción de rutas y puentes.
- Multas por exceso de peso.
- Legislación y regulación vial.
- Administración y planificación vial.

Las balanzas de pesaje dinámico son utilizadas para detectar violaciones a los tamaños y pesos del vehículo permitidos por las normas, y eventualmente la aplicación de multas. La Dirección Nacional de Vialidad es quien establece los máximos permitidos según la legislación vigente en Argentina. En general los sistemas de pesaje dinámico son utilizados para preselección de vehículos excedidos. Posteriormente en una balanza estática, verificada y habilitada se procede con la medición del peso estático y en caso de corresponder, se labrará la multa. En la Argentina cuando las balanzas se utilizan para multar a los vehículos con exceso de peso deben estar habilitadas y verificadas en INTI dentro del Programa de metrología legal
En los últimos años son cada vez más frecuentes diferentes variantes de sistemas de pesaje dinámico. Una de ellas es el pesaje a bordo, que se utiliza para conocer en todo momento el peso soportado por el eje. Estos sistemas son ideales para ser aplicados al pesaje y seguridad en grandes máquinas de movimientos de carga. A diferencia de los equipos convencionales, el sensor se instala en el vehículo.

## Usos en rieles de ferrocarril
El pesaje dinámico también se aplica en el transporte sobre rieles. Algunas aplicaciones conocidas son
- Protección de rieles (desbalanceo de cargas o sobre carga)
- Planificación del mantenimiento de los rieles y los ferrocarriles.
- Legislación y regulación ferroviaria.
- Administración y planificación.

## Componentes básicos del sistema
Existen dos componentes básicos de un sistemas de medición de pesaje dinámico: El primer componente se instala en la banquina de la ruta. Contiene hardware para comunicaciones, energía, cálculos y adquisición de datos. Y el segundo son los sensores que se instalan en la ruta por donde circulan los vehículos.

### Principios utilizados en los sensores
Entre los principio utilizados en los sensores se incluyen:
- Galga extensiométrica: mide la tensión/deformación en la carretera, útil para puentes.
- Fibra óptica, mide la variación en la intensidad de la luz causada por la deformación del asfalto[5]
- Celdas de carga, miden la carga del vehículo aplicada directamente sobre una plataforma, en lugar de medir la deformación de la ruta.
- Sistemas basados en láser, para medir el desplazamiento de la ruta
- Sensores piezoeléctricos, miden la cantidad de carga liberada por un sensor al ser pisado.[6]